# Püistekare
Püistekare ist eine unbewohnte Insel, 670 Meter von der größten estnischen Insel Saaremaa entfernt. Die Insel liegt in der Landgemeinde Saaremaa im Kreis Saare. Sie liegt in der Bucht Köllu laht im Kahtla-Kübassaare hoiuala.
Püistekare ist 40 Meter lang und 20 Meter breit.